# 起亜タイガース
起亜タイガース（キア・タイガース、韓国語:기아 타이거즈、英語:Kia Tigers）は、KBOリーグに所属する韓国のプロ野球チームである。ホームタウンは光州広域市。本拠地は同市内の光州KIAチャンピオンズフィールド。オーナーは鄭夢九（チョン・モング、現代自動車グループ会長）。スポンサーは現代自動車グループ傘下のKIA。「起亜」は、「KIA」と表記されることもある（後述）。
KBO創設メンバー6チームの一つ。1982年にヘテ製菓傘下の「ヘテ・タイガース」として創設され、1983年から1997年までの15年間で9度のKBOリーグ優勝を誇る強豪であった（その後は2度の優勝で、計11回の優勝は史上最多）。2001年8月よりKIAの関連会社となり現チーム名となった。

## 概要

### ヘテ・タイガース時代（1982 - 2001）
1982年プロ野球発足の時、オーナーの出身地である当時の全羅南道光州広域市を本拠地に創設。初年度は選手構成にも苦しむほど貧しい戦力で苦戦を強いられた。結局1982年は4位に終わったものの、翌年の1983年、強打を前面にだしてMBC青龍を下して初優勝を飾った。
1985年までは打線に比べて投手力が劣り、再び優勝争いから遠ざかっていた。1985年後半宣銅烈（ソン・ドンニョル）の入団とともにチームは常勝球団へと変貌し始めた。その後も、当時のルールだった地域優先ドラフトのおかげでフランチャイズの全羅南北道地域出身の優秀な選手たちを独占的に確保し、王者の戦力を保つことができた。その後、1986年から1989年にかけて韓国シリーズ4連覇と韓国初の連覇を達成。1996年から1997年にかけても韓国シリーズを連覇、2度目の連覇も韓国初だった。1983年から1997年の15年間、韓国シリーズに9回出場して、全て勝利している。
しかし、1997年シーズンオフに訪れたアジア通貨危機は一時代を築いた名門チームの運命を変えることになった。親会社のヘテグループはもともと食品事業を軸にしていて規模も小さく、ほかの球団の親会社と比べてチームへの支援は貧しい方だった。FA制度など存在しなかった当時の制度の下で、幾度も優勝を重ねた優秀な選手たちの年俸を極力押さえてチームを維持してきたが、この経済危機の影響で経営難に陥り、普段でも十分ではなかったチームへの支援が断たれてしまった。それで、チームは主軸選手のトレードで得たトレードマネーで運営費に充てる事態にはまり、それまで築いてきた戦力はあっという間に解体されて弱体化の道を進むようになった。
チームを支えた選手たちがトレードやFAなどでチームを去り形骸化。最後の優勝からたった2年間で最下位候補の一角にまで成り下がった。そして、ついに18年間チームを指揮した金應龍（キム・ウンヨン）監督までもが2000年シーズンの後三星ライオンズに移籍。戦える戦力を備える事のできなかったチームは、18年間チームを指揮して9度優勝に導いた名将に残留を嘆願することすらできないほどだった。金応龍が去った後は、かつてのチームの中心打者で当時コーチを務めていた金城漢（キム・ソンハン）が監督に就任。金城漢はチーム最初の生え抜き監督になる栄光を手にしたが、チームの前途は依然として暗いままだった。

### 起亜タイガース時代（2001 - ）
2001年シーズンまでタイガースの売却先を見つけ出せないまま、主力選手の金銭トレードで当てた運営資金も底をつき、9度優勝を誇る名門球団の存続すら危うくなっていた。同年7月、各方面の努力の結果、本拠地光州に組み立て工場を持っている現代-起亜自動車グループが球団の買収に合意。シーズン途中の8月にチーム名を起亜タイガースへと変更した。タイガースのニックネームは、その名に9度優勝の歴史が重く圧し掛かっていて、その歴史に誇りを持っている地元ファンに配慮して、そのまま引き受けることにした。韓国プロ野球では球団買収と同時にニックネームまで変えるのが一般的であるが、タイガースだけは他のチームとは違って、名称が継承された。
2001年シーズン途中タイガースを買収した起亜自動車は、中日から退団した李鍾範（イ・ジョンボム）を復帰させる他、翌年から現代-起亜自動車グループの資金力を基に戦力補強に着手。ヘテ時代末期の弱体化された戦力を強化して昔の栄光を取り戻そうとした。
その甲斐もあって、2002年、2003年は2年連続でレギュラーシーズン2位でポストシーズンに進出した。しかし、両年ともプレーオフで敗退。2004年はレギュラーシーズン4位で準プレーオフ出場もまた敗退。2005年は序盤から不振で、ヘテ時代から数えても球団史上初のシーズン最下位に転落した。2006年は投打ともに建て直しに成功し、斗山ベアーズとの激しい4位争いを制し準プレーオフへ出場したがハンファ・イーグルスに敗退した。
ヘテ時代は韓国シリーズ9度出場で全部勝利、一見ポストシーズンに強そうな印象を与える同チームだが、意外にも韓国シリーズ以外のステージでは弱く、ヘテ時代から通算するとプレーオフ・準プレーオフ・ワイルドカード決定戦（2015年から導入された）のステージでは2勝9敗である。特に、2002年プレーオフ第5戦から2006年準プレーオフ第1戦までプレーオフ、準プレーオフの試合で7連敗を記録した（2002年のプレーオフ第5戦、2003年のプレーオフで3連敗で敗退、2004年の準プレーオフで2連敗で敗退、2006年の準プレーオフ第1戦）。
ヘテ時代の偉業が余りにも強く影響をしていて、ファンからは韓国シリーズ出場すらできない状態に不満を持った過激派のファンたちが球団の公式ホームページの掲示板などを通じて「いつからこんな弱いチームになったんだ｣、｢起亜になってからは何もよいことがない｣、｢ヘテと起亜は別のチームだ｣、｢起亜に栄光なるタイガースを名乗る資格はない」などと苛立ちを募らせたりしていた。
2007年においても5月頃から最下位に低迷したことで、ファンの間で球団のチーム復興への意地を疑う動きが極まれ、団長や監督など球団首脳部が球団の公式ホームページの掲示板や球場外野席の横断幕で激しい非難の声に曝された。これに対して、球団側がホームページの掲示板を一時閉鎖し、名誉毀損の疑いで数人のファンに対して訴訟を起こすなどの事態にまで発展した。
こういう不満に加えて、老朽化した本拠地の無等球場に代わる新球場の建設を求める声も大きくなっているが光州市側は予算の問題を挙げて新球場の建設を渋っていた。
2007年は2年ぶり2度目の最下位に終わり、契約が1年残っている徐定煥（ソ・ジョンファン）監督を解任。SKワイバーンズを韓国シリーズまで押し上げた実績のある曺凡鉉（チョ・ボムヒョン）ヘッドコーチを監督に昇格させてデータ重視の野球でチームカラーの刷新を狙い、また崔煕渉（チェ・ヒソプ）、徐在応（ソ・ジェウン）、ホセ・リマと言ったメジャー･リーグ出身選手の思い切った補強を行い、シーズン開幕直前予想では前年優勝のSKワイバーンズに対抗する強力な優勝候補の一角とまで評された。しかし、これらのメジャーリーグ出身選手たちが揃って故障および不振に陥り、崔煕渉、徐在応は戦線離脱と2軍落ちを繰り返し、リマはシーズン途中解雇されるなど、期待を大きく裏切った。結果6位で上位進出はならなかった。
2009年は開幕前さして下馬評は高くなかったが、中盤まで上位につけると、夏場になり7月末から8月中旬までの11連勝で波に乗り、首位に立ちそのまま12年ぶりのレギュラーシーズン優勝を飾った。その背景としてはリック・ガトームソン、アキリーノ・ロペスの両外国人投手の活躍で最強の先発投手陣ができあがったこと、LGツインズから4月後半トレードで移籍した金相賢（キム・サンヒョン）、元メジャーリーガーの崔煕渉が本塁打を量産したことなどがある。またチームの快進撃により本拠地の光州・無等野球場は何度も入場券が完売する満員御礼となり、ビジターのソウル・蚕室野球場などにも大勢の起亜ファンが押しかけ、かつてないプロ野球人気の向上に大きく貢献した。韓国シリーズではSKワイバーンズを4勝3敗で破り、ヘテ時代以来12年ぶりの韓国シリーズ優勝を成し遂げた。同年11月14日、読売ジャイアンツとの日韓クラブチャンピオンシップにも出場したが4 - 9で敗れた。
2010年は金相賢など主力選手の故障、ロペスの不振、また2009年限りで退団したガトームソンの穴を埋める外国人投手に恵まれなかったことや、6月から7月にかけての球団ワースト記録となる16連敗もあり、5位にとどまりポストシーズン進出に失敗し、韓国シリーズ連覇はならなかった。2011年はレギュラーシーズン4位となり、2年ぶりにポストシーズンへ進出したが、準プレーオフでSKに敗れた。同年10月18日、曺凡鉉監督が契約期間を1年残して辞任し、宣銅烈が2012年より17年ぶりに古巣へ復帰し監督に就任することが発表された。2012年3月末、4月7日のレギュラーシーズン開幕を前に長年チームの顔だった李鍾範の現役引退が発表され、同年5月26日、李鍾範の盛大な引退式が行われた。同年は5位で2年連続ポストシーズン進出に失敗した。9球団制となった2013年は8位、2014年も2年連続8位と下位に低迷し、同年で宣銅烈監督は辞任した。
2014年10月、金杞泰（キム・キテ）監督が就任した。2015年は10球団制にプロ野球が拡大する中、7位だった。2016年はレギュラーシーズン5位で5年ぶりにポストシーズンへ進出するも、ワイルドカード決定戦でLGに敗れた。2017年は8年ぶりにレギュラーシーズンで優勝し韓国シリーズでは斗山ベアーズをやぶり11度目の優勝を達成した。2018年はレギュラーシーズン5位でポストシーズンはワイルドカード決定戦から出場したが、ネクセン・ヒーローズに敗れた。2019年5月16日、最下位に低迷していた責任を取って金杞泰監督が辞任、朴興植監督代行が就任し、同年は7位で終えた。
2019年10月15日、初の外国人監督マット・ウィリアムズが就任した。2020年は6位、2021年は9位で同年11月1日、マット・ウィリアムズ監督は契約解除となった。2021年12月5日、金鍾国監督が就任した。
2022年は5位で4年ぶりにポストシーズンへ進出するもワイルドカード決定戦でKTウィズに敗れた。2023年は6位だった。
2024年1月29日、収賄などの嫌疑により金鍾国監督が解任され、同年2月13日、李杋浩監督が就任した。同年は7年ぶりのレギュラーシーズン優勝、12回目の韓国シリーズ優勝となった。
1982年の球団創設以来の光州無等総合競技場野球場の横で新球場・光州起亜チャンピオンズフィールドが2013年末に完成し、2014年シーズンから使用している。ダグアウトは3塁側がホーム、1塁側がビジターチームに変更している。

## 球団名について
기아（キア）の漢字表記は「起亜」だが、発音とハングル表記が同じ「飢餓」との混同を避けるため、韓国での公式表記は「KIA타이거즈（タイガース）」である。親会社である起亜自動車が生産する自動車にも英語表記を用いている。

## 在籍選手

### 首脳陣

#### 一軍
| 背番号 | 名前   | 読み                 | 役職                   |
| ------ | ------ | -------------------- | ---------------------- |
| 71     | 李杋浩 | イ・ボムホ           | 監督                   |
| 68     | 孫勝洛 | ソン・スンラク       | 首席コーチ             |
| 75     | 曺宰栄 | チョ・ジェヨン       | 作戦兼走塁コーチ       |
| 85     | 李東杰 | イ・ドンゴル         | 投手コーチ             |
| 77     | 洪世完 | ホン・セワン         | 打撃コーチ             |
| 89     | 趙昇範 | チョ・スンボム       | 打撃コーチ補佐         |
| 99     | 金玟佑 | キム・ミンウ         | 守備コーチ             |
| 81     | 尹該賑 | ユン・ヘジン         | 走塁コーチ             |
| 87     | 李海昌 | イ・ヘチャン         | バッテリーコーチ       |
| 79     | 李正鎬 | イ・ジョンホ         | ブルペンコーチ         |
| 76     | 金周燦 | キム・ジュチャン     | QCコーチ               |
| なし   | 朴昶玟 | パク・チャンミン     | 総括トレーニングコーチ |
| なし   | 曺喜栄 | チョ・ヒヨン         | ATコーチ               |
| なし   | 朴準緒 | パク・チュンソ       | ATコーチ               |
| なし   | 鄭鍈   | チョン・ヨン         | ATコーチ               |
| なし   | 丁湘玉 | チョン・サンオク     | ATコーチ               |
| なし   | 黄鍾顯 | ファン・ジョンヒョン | ATコーチ               |

#### 二軍
| 背番号 | 名前     | 読み             | 役職                   |
| ------ | -------- | ---------------- | ---------------------- |
| 70     | 陳甲龍   | チン・ガプヨン   | 監督                   |
| 80     | 李賢坤   | イ・ヒョンゴン   | 作戦兼走塁コーチ       |
| 73     | 鄭載勲   | チョン・ジェフン | 投手コーチ             |
| 97     | 李相和   | イ・サンファ     | 投手コーチ             |
| 78     | 崔熙渉   | チェ・ヒソプ     | 打撃コーチ             |
| 74     | 朴基南   | パク・キナム     | 守備コーチ             |
| 83     | 中村武志 |                  | バッテリーコーチ       |
| なし   | 金瞳厚   | キム・ドンフ     | 総括トレーニングコーチ |
| なし   | 金珉基   | キム・ミンギ     | ATコーチ               |
| なし   | 趙俊会   | チョ・ジュンフェ | ATコーチ               |
| なし   | 白承勲   | ベク・スンフン   | ATコーチ               |
| なし   | 盧玟喆   | ノ・ミンチョル   | S&Cコーチ              |
| なし   | 朴政煜   | パク・ジョンウク | S&Cコーチ              |

#### 残留軍
| 背番号 | 名前   | 読み           | 役職       |
| ------ | ------ | -------------- | ---------- |
| 91     | 金石連 | キム・ソクヨン | 総括コーチ |
| 93     | 徐徳源 | ソ・ドクウォン | 投手コーチ |
| 90     | 朴孝一 | パク・ヒョイル | 守備コーチ |
| なし   | 金徳信 | キム・ドクシン | ATコーチ   |

### 投手
| 背番号 | 選手名             | 読み               | 投 | 打 | 備考                                                    |
| ------ | ------------------ | ------------------ | -- | -- | ------------------------------------------------------- |
| 0      | 郭道圭             | クァク・トギュ     | 左 | 左 |                                                         |
| 4      | 劉志成             | ユ・ジソン         | 左 | 左 |                                                         |
| 10     | 金太亨             | キム・テヒョン     | 右 | 右 | 2025年新人ドラフト1巡目                                 |
| 11     | 曺尚佑             | チョ・サンウ       | 右 | 右 | キウムからトレード移籍                                  |
| 13     | 尹映喆             | ユン・ヨンチョル   | 左 | 左 |                                                         |
| 17     | 林起映             | イム・ギヨン       | 右 | 右 |                                                         |
| 19     | 尹重鉉             | ユン・ジュンヒョン | 右 | 右 |                                                         |
| 20     | 李焌寧             | イ・ジュンヨン     | 左 | 左 |                                                         |
| 21     | 金仕奫             | キム・サユン       | 左 | 左 |                                                         |
| 24     | 金昇賢             | キム・スンヒョン   | 右 | 右 |                                                         |
| 25     | 韓載承             | ハン・ジェスン     | 右 | 右 | NCからトレード移籍                                      |
| 28     | 李炯範             | イ・ヒョンボム     | 右 | 右 | 33から背番号変更                                        |
| 30     | 洪源彬             | ホン・ウォンビン   | 右 | 左 | 育成選手から追加登録 021から背番号変更                  |
| 31     | 朴峻杓             | パク・ジュンピョ   | 右 | 右 |                                                         |
| 32     | 金賢洙             | キム・ヒョンス     | 右 | 右 |                                                         |
| 33     | アダム・オラー     |                    | 右 | 右 | 新外国人                                                |
| 37     | 姜東勲             | カン・ドンフン     | 右 | 右 | 034から背番号変更 育成選手                              |
| 38     | 張宰赫             | チャン・ジェヒョク | 右 | 右 | 65から背番号変更                                        |
| 39     | 崔智旻             | チェ・ジミン       | 左 | 左 |                                                         |
| 40     | ジェームズ・ネイル |                    | 右 | 右 |                                                         |
| 41     | 黄銅夏             | ファン・ドンハ     | 右 | 右 |                                                         |
| 43     | 金建局             | キム・ゴングク     | 右 | 右 |                                                         |
| 46     | 金柾曄             | キム・ジョンヨプ   | 右 | 右 | 2025年新人ドラフト5巡目                                 |
| 48     | 李義理             | イ・ウィリ         | 左 | 左 |                                                         |
| 49     | 金旼柱             | キム・ミンジュ     | 右 | 右 | 45から背番号変更                                        |
| 50     | 柳承澈             | ユ・スンチョル     | 右 | 両 | 10から背番号変更                                        |
| 51     | 全相炫             | チョン・サンヒョン | 右 | 右 |                                                         |
| 53     | 金技訓             | キム・ギフン       | 左 | 左 |                                                         |
| 54     | 梁玹種             | ヤン・ヒョンジョン | 左 | 左 |                                                         |
| 59     | 梁守淏             | ヤン・スホ         | 右 | 右 | 2025年新人ドラフト4巡目                                 |
| 60     | 金道炫             | キム・ドヒョン     | 右 | 右 |                                                         |
| 61     | 金施勲             | キム・シフン       | 右 | 右 | NCからトレード移籍                                      |
| 62     | 鄭海英             | チョン・ヘヨン     | 右 | 右 |                                                         |
| 63     | 李豪珉             | イ・ホミン         | 右 | 右 | 2025年新人ドラフト2巡目                                 |
| 65     | 成泳卓             | ソン・ヨンタク     | 右 | 右 | 育成選手から追加登録 039から背番号変更                  |
| 66     | 李導炫             | イ・ドヒョン       | 右 | 右 | 育成選手から追加登録 015から背番号変更                  |
| 69     | 金大洧             | キム・デユ         | 左 | 左 |                                                         |
| 02     | 姜而俊             | カン・イジュン     | 右 | 右 | 36から背番号変更 育成選手                               |
| 03     | 朴健友             | パク・コンウ       | 右 | 右 | 育成選手                                                |
| 06     | 張珉綺             | チャン・ミンギ     | 左 | 左 | 46から背番号変更 育成選手                               |
| 012    | 姜炳宇             | カン・ビョンウ     | 左 | 左 | 兵役から復帰 育成選手                                   |
| 014    | 李承宰             | イ・スンジェ       | 右 | 右 | 育成選手                                                |
| 017    | 金卋日             | キム・セイル       | 左 | 左 | 兵役から復帰 育成選手                                   |
| 018    | 金ギョンムク       | キム・ギョンムク   | 右 | 右 | 新入団 育成選手                                         |
| 022    | 呉圭錫             | オ・ギュソク       | 右 | 右 | 育成選手                                                |
| 028    | 崔建熙             | チェ・ゴンヒ       | 右 | 右 | 2025年新人ドラフト6巡目 育成選手                        |
| 029    | 羅延宇             | ナ・ヨンウ         | 右 | 右 | 2025年新人ドラフト7巡目 育成選手                        |
| 030    | 林茶温             | イム・ダオン       | 右 | 右 | 2025年新人ドラフト8巡目 育成選手                        |
| 032    | 李晟源             | イ・ソンウォン     | 右 | 右 | 2025年新人ドラフト10巡目 育成選手                       |
| 045    | 金陽洙             | キム・ヤンス       | 右 | 右 | 兵役から復帰 育成選手                                   |
| 050    | 趙大鉉             | チョ・デヒョン     | 右 | 右 | 67から背番号変更 育成選手                               |
|        | 金燦民             | キム・チャンミン   | 右 | 右 | 軍保留選手                                              |
|        | 姜暁鐘             | カン・ヒョジョン   | 右 | 右 | LGから張現植のFA移籍に伴う補償選手として移籍 軍保留選手 |
|        | 金珉渽             | キム・ミンジェ     | 右 | 右 | 軍保留選手                                              |
|        | 李柗賛             | イ・ソンチャン     | 右 | 右 | 軍保留選手 育成選手                                     |
|        | 金泰潤             | キム・テユン       | 右 | 右 | 軍保留選手 育成選手                                     |
|        | 崔智雄             | チェ・ジウン       | 右 | 右 | 軍保留選手 育成選手                                     |

### 捕手
| 背番号 | 選手名     | 読み             | 投 | 打 | 備考                                                |
| ------ | ---------- | ---------------- | -- | -- | --------------------------------------------------- |
| 22     | 朱暁祥     | チュ・ヒョサン   | 右 | 左 |                                                     |
| 26     | 韓承澤     | ハン・スンテク   | 右 | 右 |                                                     |
| 42     | 金泰君     | キム・テグン     | 右 | 右 |                                                     |
| 44     | 李尚俊     | イ・サンジュン   | 右 | 右 |                                                     |
| 55     | 韓俊洙     | ハン・ジュンス   | 右 | 左 |                                                     |
| 016    | 金仙佑     | キム・ソンウ     | 右 | 右 | 兵役から復帰 育成選手                               |
| 020    | 権ダギョル | クォン・ダギョル | 右 | 右 | 「権爀卿（クォン・ヒョクキョン）」から改名 育成選手 |
| 042    | 申明昇     | シン・ミョンスン | 右 | 右 | 育成選手                                            |

### 内野手
| 背番号 | 選手名                 | 読み                 | 投 | 打 | 備考                             |
| ------ | ---------------------- | -------------------- | -- | -- | -------------------------------- |
| 1      | 朴燦灝                 | パク・チャンホ       | 右 | 右 |                                  |
| 2      | 朴愍                   | パク・ミン           | 右 | 右 | 37から背番号変更                 |
| 3      | 金善彬                 | キム・ソンビン       | 右 | 右 |                                  |
| 5      | 金倒永                 | キム・ドヨン         | 右 | 右 |                                  |
| 9      | 尹道鉉                 | ユン・ドヒョン       | 右 | 右 | 11から背番号変更                 |
| 12     | 鄭現昶                 | チョン・ヒョンチャン | 右 | 左 | NCからトレード移籍               |
| 14     | 金奎成                 | キム・ギュソン       | 右 | 左 |                                  |
| 23     | 崔廷龍                 | チェ・ジョンヨン     | 右 | 左 |                                  |
| 29     | 邊玗赫                 | ピョン・ウヒョク     | 右 | 右 |                                  |
| 45     | パトリック・ウィズダム |                      | 右 | 右 | 新外国人                         |
| 52     | 黄大仁                 | ファン・デイン       | 右 | 右 |                                  |
| 56     | 呉善右                 | オ・ソンウ           | 左 | 左 |                                  |
| 58     | 徐建昌                 | ソ・ゴンチャン       | 右 | 左 |                                  |
| 01     | 張視現                 | チャン・シヒョン     | 右 | 右 | 育成選手                         |
| 05     | 朴相俊                 | パク・サンジュン     | 左 | 左 | 育成選手                         |
| 07     | 呉晸煥                 | オ・ジョンファン     | 右 | 左 | 9から背番号変更 育成選手         |
| 010    | 金宰玄                 | キム・ジェヒョン     | 右 | 左 | 育成選手                         |
| 011    | 李峻汎                 | イ・ジュンボム       | 右 | 右 | 育成選手                         |
| 013    | 康珉齊                 | カン・ミンジェ       | 右 | 右 | 038から背番号変更 育成選手       |
| 031    | 嚴俊現                 | オム・ジュンヒョン   | 右 | 右 | 2025年新人ドラフト9巡目 育成選手 |
|        | 金杜炫                 | キム・トゥヒョン     | 右 | 右 | 軍保留選手                       |

### 外野手
| 背番号 | 選手名 | 読み             | 投 | 打 | 備考                                   |
| ------ | ------ | ---------------- | -- | -- | -------------------------------------- |
| 8      | 李昶鎮 | イ・チャンジン   | 右 | 右 |                                        |
| 15     | 朴晶宇 | パク・チョンウ   | 左 | 左 |                                        |
| 27     | 金虎伶 | キム・ホリョン   | 右 | 右 |                                        |
| 34     | 崔炯宇 | チェ・ヒョンウ   | 右 | 左 |                                        |
| 35     | 金夕煥 | キム・ソクファン | 左 | 左 |                                        |
| 36     | 朴在賢 | パク・ジェヒョン | 右 | 左 | 2025年新人ドラフト3巡目                |
| 47     | 羅成範 | ナ・ソンボム     | 左 | 左 |                                        |
| 57     | 高宗郁 | コ・ジョンウク   | 右 | 左 |                                        |
| 64     | 鄭諧圓 | チョン・ヘウォン | 右 | 右 | 育成選手から追加登録 016から背番号変更 |
| 04     | 金旻秀 | キム・ミンス     | 右 | 左 | 育成選手                               |
| 08     | 芮眞元 | イェ・ジンウォン | 左 | 左 | 61から背番号変更 育成選手              |
| 09     | 李寧宰 | イ・ヨンジェ     | 右 | 右 | 育成選手                               |
| 036    | 朴憲   | パク・ホン       | 左 | 左 | 2025年新人ドラフト11巡目 育成選手      |
| 037    | 韓勝然 | ハン・スンヨン   | 右 | 右 | 兵役から復帰 育成選手                  |

## 歴代監督
- 金東燁（キム・ドンヨプ、1982開幕 - 1982/4/28）球団側との軋轢と成績不振で開幕1ヶ月足らずで解任。
- 趙昌秀（チョ・チャンス、1982/4/29 - 1982終了）監督代行
- 金應龍（キム・ウンヨン、1983 - 2000）
- 金城漢（キム・ソンハン、2001 - 2004/7/26）成績不振で2004年シーズン途中解任。
- 柳南鎬（ユ・ナモ、2004/7/2 - 2005/7/25）2004年は監督代行、成績不振で2005年シーズン途中解任。
- 徐定煥（ソ・ジョンファン、2005/7/26 - 2007）2005年シーズンは監督代行。
- 曺凡鉉（チョ・ボミョン、2008 - 2011）
- 宣銅烈（ソン・ドンヨル、2012 - 2014）
- 金杞泰（キム・ギテ、2015 - 2019/5/16）
- 朴興植（パク・フンシク、2019/5/17 - 2019/10）監督代行
- マット・ウィリアムズ（2020 - 2021）
- 金鍾国（キム・ジョングク、2022 - 2023）
- 李杋浩（イ・ボムホ、2024 - ）

## 永久欠番
| 李鍾範 | 宣銅烈 |

- 7 - 李鍾範（イ・ジョンボム、韓国語: 이종범、2012年4月4日 - ）
- 18 - 宣銅烈（ソン・ドンヨル、韓国語: 선동열、1996年1月16日 - ）

## 主な退団・引退選手およびコーチングスタッフ

### 韓国人選手およびコーチングスタッフ
房水源（バン・スウォン） （在籍年度1982 - 1989）
記念すべきヘテの創立初試合で開幕投手を務め、最初のアウトを奪った。
金應龍（キム・ウンヨン）監督 （在籍年度1983 - 2000）
全盛期のヘテ･タイガースを率いた監督。ヘテ時代の韓国シリーズ9回優勝、4連覇、2連覇以上2回などの業績を残した。
物足りない親会社の支援にもかかわらず、選手団を一手で掌握して、スター選手にまで鉄拳を辞さず、今まで韓国プロ野球きっての名将として称えられている。
監督として韓国プロ野球通算最多勝利記録保持者であり、2007年シーズン終了の時、同リーグ唯一の1000勝監督でもある。
これらの業績のため、ヘテ時代のほとんど（1983年 - 2000年）は彼が監督を務め、ブランク無しで18年間指揮をとったのも現在まで1チームにおける監督在任の韓国プロ野球史上最長の記録である。
その実績を買われて、三星ライオンズが2001年から招聘。
2002年同球団を初の韓国シリーズ優勝に導き、20年来の悲願を遂げさせるなど、チームを変えてもその手腕を発揮した。
2004年シーズンを最後に、韓国シリーズ10回優勝監督の名誉を手に、監督職から勇退。
2005年から2010年まで三星ライオンズの球団社長を務め、2013年より2014年までハンファ・イーグルスの監督に就任。
金奉淵（キム･ボンヨン、在籍年度1982 - 1988）
韓国プロ野球初代ホームラン王。1983年シーズンの夏場、交通事故で重傷を負ったが、
その年の韓国シリーズで見事に復活、チームを初優勝に導く。
好打者が並んでいた1980年代のヘテ・タイガースの打線の中でも4番の座を譲らなかった中心打者であった。
金城漢（キム･ソンハン、在籍年度・選手：1982 - 1995、コーチ・監督：1996 - 2004）
ヘテ時代のチームを代表した打者。
韓国プロ野球初年度（1982年）は総員15人というチームの台所事情から投手と打者の二刀流を強いられ、投手としては10勝をあげ、打者としては69打点で打点王になる珍記録を残す。またこの年は本塁打も13本打っているがこれは2024年現在韓国プロ野球唯一、韓国以外でも日本プロ野球の大谷翔平とメジャーリーグのベーブ・ルースと大谷のみが達成している「同一年での10勝かつ10本塁打」である。
その二刀流生活は85年まで続いたが、選手層が厚さを増すにつれ、ファーストに定着して打者に専念。「鴨尻打法」という独特のフォームから繰り出す勝負強い打撃を見せた。
1991年日韓スーパーゲームの第1戦で伊良部秀輝からホームランを打ち、東京ドームでホームランを記録した最初の韓国出身選手になる。
最多本塁打3回、最多打点2回のタイトルを獲得。また、韓国プロ野球初のシーズン30本塁打の記録も樹立した。
現役時代の功績によって、引退後はチームのコーチを経て、2001年、金応龍が三星ライオンズに去った後を継いで監督に就任。
しかし、監督になってからは、現役時代と比べてチームの戦力が低下して思うような成績をあげられない中で、所属選手を殴る傷害事件を起こし物議を醸した。これが引き金になって、2004年シーズン途中、監督職から退任。
その後は母校の郡山商高の監督を経て、現在は韓国のスポーツ専門ケーブルチャンネルのMBC-ESPNで解説を務めた。
2009年、ワールド・ベースボール・クラシック韓国代表のヘッドコーチを務めた。2013年より2014年までハンファ・イーグルスの首席コーチ。
金茂宗（キム・ムジョン、在籍年度1983 - 1988）
日本名は木本茂美。広島東洋カープに在籍していた在日韓国人選手。
1983年から88年まで捕手として在籍し、3度の韓国シリーズに出場し優勝に貢献。
5度のオールスター戦に出場し、1986年オールスター戦ではMVPを受賞。
朱東植（チュ・ドンシク、在籍年度1983 - 1984）
日本名は宇田東植。日本ハムファイターズ、阪神タイガースに在籍していた在日韓国人投手。
1983年から84年まで在籍し、通算16勝をあげた。
李順喆（イ・スンチョル、在籍年度1985 - 1997）
俊足巧打のリードオフマンとしてヘテの全盛期を支えた選手。
1985年入団。同じ年に入団した宣銅烈を押しのけてその年の新人王に選ばれる。
タイトルは最多盗塁3回。李鍾範の台頭とともに影を潜め、現役最後の年は三星にトレードされた。
その後、三星ライオンズ、LGツインズのコーチを経て、2004年LGのチームの監督に就任。
結局、2年連続6位の後、2006年は最下位に沈み、シーズン途中の6月で辞任の形式で退団。
2007年は金城漢とともにMBC-ESPNの解説者として活躍した。
2008年はウリ・ヒーローズのヘッドコーチに就任したが、同年限りで退団。
2009年、ワールド・ベースボール・クラシック韓国代表の打撃コーチを務めた。
2012年より2014年まで起亜タイガースの首席コーチ。
宣銅烈（在籍年度1985 - 1995）
元中日ドラゴンズ、前身のヘテ時代に在籍。
金正洙（キム・ジョンス、在籍年度1986 - 1999）
レギュラーシーズンでの活躍に比べて、韓国シリーズで強かったいわゆるシリーズ男の左腕投手。
現在まで韓国シリーズ最多勝利記録保持者で、その活躍ぶりから、「秋のカササギ」というニックネームをつけられた。
SKワイバーンズ在籍時の2003年には韓国シリーズに出場し、41歳での韓国シリーズ最年長登板記録を保持している。同年限りで現役引退。
韓大化（ハン・デファ、在籍年度1986 - 1993）
大学を卒業してプロ入り後3年間はOBベアーズに在籍していた。強打の三塁手として活躍。
金大鉉（キム・デヒョン、在籍年度1986 - 1988）
かつて先発ローテーションを担っていたが、交通事故で死亡。
李強喆（イ・ガンチョル、在籍年度1989 - 1998、2001 - 2005）
宣銅烈の高校の後輩で、宣銅烈とともにチームを支えてきたサイドスロー投手。
安定感が抜群で、10年連続二ケタ勝利の記録は先輩の宣銅烈でさえできなかった離れ業であり、今も韓国プロ野球記録として残っている。
1999年フリーエージェントで三星ライオンズに移籍したが、故障でヘテ時代のような投球ができず、精彩を欠く。
2001年シーズン途中、トレードで古巣に復帰。以後は中継ぎで2005年まで現役を続けた。現役引退後は指導者になり、ネクセン、起亜で投手コーチを歴任し、2019年よりKTウィズの監督。
趙啓顯（チョ・ゲヒョン、在籍年度1989 - 1997）
高校時代は剛速球投手として名を馳せたが、プロに入ってからは、多種の変化球を駆使する技巧派投手に転身。
1990年代前半は抑えに転身した宣銅烈に代わり、ローテーションのエースになる。
1993年、1994年2年連続最多勝利、1995年は最優秀防御率のタイトルを獲得。
正面から相手打者を睨みながらワインドアップに入る投球姿勢から「闘鶏」というニックネームがつけられた。
またLGツインズと相性がよく、「LGキラー」の別名も持つ。
1994年、チームはLGツインズ相手に7勝11敗と負け越したが、7勝のうち6勝を一人で挙げたこともあった。
1997年シーズン終了後、三星ライオンズにトレードされた。その後、2000年、斗山ベアーズに移籍。2001年、現役引退した。
その後、指導者の道を歩み、三星ライオンズ、斗山ベアーズなどの投手コーチを歴任している。
2008年北京オリンピック韓国代表の投手コーチを務めた。
李昊星（イ・ホソン、在籍年度1990 - 2001）
ファンから「人差し指で釘を打ち込める怪力を持つ」と称された打撃で、主力打者として活躍。
また、2001年にはプロ野球選手協議会の2代目会長としても活動。
引退後は実業家として結婚式事業や競馬関連の事業を行うも失敗に終わり、2005年には不動産投資に絡む詐欺容疑で逮捕された。
2008年2月、内縁関係にあった女性と3人の娘が失踪する事件に関与したとして指名手配されたのち、同年3月10日に漢江で入水自殺を遂げた。
金相辰（キム・サンジン、在籍年度1996 - 1998）
将来のエース候補で1996 - 1997年韓国シリーズ連覇に貢献した投手だったが、1999年に胃癌のため22歳の若さで死去。
張盛好（チャン・ソンホ、在籍年度1996 - 2010)
入団1年目から主力打者として活躍し、独特の一本足打法で、2002年には首位打者となる。
2005年FAを行使し残留したが、その後出場機会が減り、2009年オフ2度目のFAを行使したものの、高額年俸がネックとなり起亜に残留となった。
本人のトレード要請により、2010年3対3の大型トレードでハンファ・イーグルスへ移籍。2012年2000本安打を達成。
馬海泳（マ・ヘヨン、在籍年度2004 - 2005）
通算200本塁打以上の大砲として2003年オフ三星ライオンズから巨額でFA移籍したが、年齢による衰えで期待に応えられなかった。
2005年シーズン終盤に2軍落ちすると首脳陣批判を繰り広げ、この年のオフ4年契約の2年目終了時点でLGツインズにトレードされた。
全炳斗（チョン・ビョンドゥ、在籍年度2005 - 2008）
2008年シーズン途中SKワイバーンズにトレードされる。
鄭珉台（チョン・ミンテ、在籍年度2008)
元読売ジャイアンツ。
かつては現代ユニコーンズのエースとして活躍。
同球団の解散後、新球団ウリ・ヒーローズとは契約せず、7000万ウォンと格安の年俸で起亜に入団した。
しかし、肩の手術やリハビリのため2005年以降1勝もあげられず力の衰えは顕著で、新天地でもほとんど2軍暮らしが続き、7月に突如現役引退を表明。
文鉉晶（ムン・ヒョンジョン、在籍年度2002 - 2010）
2007年は、チームの左のリリーフとして活躍していたが、2008年は結果を出せず登板機会が減り2010年シーズンオフに退団。
金炯哲（キム・ヒョンチョル、在籍年度2008 - 2010）
2007年オフにSKワイバーンズから移籍し、代走要員として起用される。
しかし、極度の打撃不振から抜け出せず、2010年10月6日に自由契約。
孫正勳（ソン・ジョンフン、在籍年度2009 - 2010）
2009年に鳴り物入りして入団したが、2年間で1度も1軍出場がなく退団。
金鍾国（キム・ジョングク、在籍年度1996 - 2010）
ヘテ時代から、李鍾範と二遊間コンビを組み高い守備技術を中心に活躍。2010年オフに現役を引退。
李大振（イ・デジン、在籍年度1993 - 2011）
1990年代後半ヘテのエースとして活躍したが、2000年ごろから故障に悩まされ一時期打者にも転向した。2009年個人通算100勝を達成。2011年シーズン途中の7月にウェーバー公示され、LGツインズへと移籍し2012年に引退。2014年より投手コーチとして起亜に復帰。
朴相赫（パク・サンヒョク、在籍年度2009 - 2011）
外野手として入団するも一度も一軍出場できず解雇される。
李鍾範（イ・ジョンボム、在籍年度1993 - 1997、2001 - 2012）
元中日ドラゴンズ。
走攻守そろった大型内野手として活躍し、「風の子（パラメアドゥル）」と呼ばれた。
金相賢（キム・サンヒョン、在籍年度2009 - 2013）
2009年シーズン開幕後の4月にLGツインズより移籍し、この年本塁打・打点の打撃二冠王、シーズンMVPを受賞し起亜タイガースとしての初、ヘテ時代以来通算10度目の韓国シリーズ優勝に貢献。2013年5月トレードでSKワイバーンズへ、2015年より特別指名を受けてKTウィズへ移籍した。
李容圭（イ・ヨンギュ、在籍年度2005 - 2013）
LGツインズから移籍し2005年より俊足好打の主力外野手として活躍。2013年11月、FAを行使してハンファ・イーグルスへ移籍。
宋恩範（ソン・ウンボム、在籍年度2013 - 2014）
金相賢などとのトレードで入団するも、2年後にFAを行使してハンファ・イーグルスに移籍した。
李大炯（イ・デヒョン、在籍年度2014）
2014年にLGツインズからFAで入団したが、同年オフにKTウィズから特別指名を受けてわずか1年で起亜を去った。
崔煕渉（チェ・ヒソプ、在籍年度2007 - 2015）
元メジャーリーガー。2015年限りで徐在応と共に現役引退。
徐在応（ソ・ジェウン、在籍年度2008 - 2015）
元メジャーリーガー。2015年限りで崔煕渉と共に現役引退。
林昌勇（イム・チャンヨン、在籍年度1995 - 1998，2016 - 2018）
元東京ヤクルトスワローズ。ヘテ・タイガース時代から在籍していた。
李杋浩（イ・ボムホ、在籍年度2011 - 2019）
元福岡ソフトバンクホークス。パワーヒッターとして活躍していたが、2019年7月に突然引退宣言。
朴倞兌（パク・ギョンテ、在籍年度2006 - 2019）
左腕の中継ぎとして活躍したが、2014年以降は成績を落とし一軍出場の機会がなかった2019年に解雇された。
徐東旭（ソ・ドンウク、在籍年度2003 - 2005・2016 - 2019）
両打ちで巧打の内野ユーティリティ。2005年にトレードで退団したが2016年にフリーエージェントで復帰した。
尹錫珉（ユン・ソンミン、在籍年度2005 - 2013・2015 - 2019）
先発、リリーフともに活躍した右腕。2011年に最多勝、最優秀防御率、最多奪三振などの個人タイトル、レギュラーシーズンMVPを受賞。
洪在浩（ホン・ジェホ、在籍年度2010 - 2013・2016 - 2019）
長年、内野のバックアップとして活動してきたが2019年に戦力外になり解雇される。
安致弘（アン・チホン、在籍年度2009 - 2014・2016 - 2019）
レギュラー2塁手として活躍し2009年の優勝にも貢献したが、FAでロッテに移籍。
金周燦（キム・ジュチャン、在籍年度2013 - 2020）
ロッテからFAで移籍し一塁、外野で活躍。2016年4月15日、球団史上初のサイクルヒットを達成。
洪相三（ホン・サンサム、在籍年度2000 - 2022）
右の中継ぎとして活躍。2022年7月に休息を申告し自主退団した。
柳志赫（リュ・ジヒョク、在籍年度2020 - 2023）
高永昌（コ・ヨンチャン、在籍年度2013 - 2023）

### 外国人選手
ホセ・マラベ（在籍年度2000）
元横浜ベイスターズ
アルキメデス・ポゾ（在籍年度2000）
元横浜ベイスターズ
ゲーリー・ラス（在籍年度2001）
元読売ジャイアンツ、東北楽天ゴールデンイーグルス
ルイス・サントス（在籍年度2001）
元読売ジャイアンツ
ルディ・ペンバートン（在籍年度2002）
元西武ライオンズ
マーク・キーファー（在籍年度2002 - 2003）
ダニエル・リオス（在籍年度2002 - 2005）
元東京ヤクルトスワローズ
マイク・ジョンソン（在籍年度2003、2005）
元大阪近鉄バファローズ。シドニーオリンピック、北京オリンピックでカナダ代表として出場。
2009年シーズンSKワイバーンズと契約して韓国球界に復帰。
セス・グライシンガー（在籍年度2005 - 2006）
元東京ヤクルトスワローズ、読売ジャイアンツ、千葉ロッテマリーンズ。2006年には先発として29試合に登板し、14勝12敗、防御率3.02、164奪三振という成績を残した。
起亜在籍時の登録名は「グレイシンオ（그레이싱어）」。
マイク・サーベナック（在籍年度2006）
スコット・シーボル（在籍年度2006）
元広島東洋カープ
フェリックス・ロドリゲス（在籍年度2007）
2006年までサンフランシスコ・ジャイアンツ、アリゾナ・ダイヤモンドバックス、フィラデルフィア・フィリーズ、ニューヨーク・ヤンキースなどでセットアッパーとして活躍。
ラリー・サットン（在籍年度2007）
現ロッテ・ジャイアンツ監督
ウィルソン・バルデス（在籍年度2008）
元東京ヤクルトスワローズ。起亜での登録名は「バルデス」。
ホセ・リマ（在籍年度2008）
元デトロイト・タイガース、ヒューストン・アストロズ、ロサンゼルス・ドジャース、カンザスシティー・ロイヤルズ、ニューヨーク・メッツなど。2010年5月死去。
フェリックス・ディアス（在籍年度2008）
元北海道日本ハムファイターズ
リック・ガトームソン（在籍年度2009）
元東京ヤクルトスワローズ、福岡ソフトバンクホークス
アキリーノ・ロペス（在籍年度2009 - 2011）
トラビス・ブラックリー（在籍年度2011）
元東北楽天ゴールデンイーグルス
アンソニー・レルー（在籍年度2012 - 2013）
元福岡ソフトバンクホークス
ホラシオ・ラミレス（在籍年度2012）
ヘンリー・ソーサ（在籍年度2012 - 2013）
デュアン・ビロウ（在籍年度2013）
元横浜DeNAベイスターズ
デニス・ホールトン（在籍年度2014）
元福岡ソフトバンクホークス、読売ジャイアンツ
ハイロ・アセンシオ（在籍年度2014）
ジャスティン・トーマス（在籍年度2014）
元北海道日本ハムファイターズ
フィリップ・ハンバー（在籍年度2015）
ジョシュ・スティンソン（在籍年度2015）
エバン・ミーク（在籍年度2015）
ブレット・ピル（在籍年度2014 - 2016）
ジーク・スプライル（在籍年度2016）
ロジャー・バーナディーナ（在籍年度2017 - 2018）
ヘクター・ノエシ（在籍年度2016 - 2018）
ジェレミー・ヘイゼルベイカー（在籍年度2019）
プレストン・タッカー（在籍年度2019 - 2021）
ジェイコブ・ターナー（在籍年度2019）
ジョー・ウィーランド（在籍年度2019）
元横浜DeNAベイスターズ
ドリュー・ギャグノン（在籍年度2020）
アーロン・ブルックス（在籍年度2020 - 2021）
ボー・タカハシ（在籍年度2021）
現埼玉西武ライオンズ
ダニエル・メンデン（在籍年度2021）
ショーン・ノリン（在籍年度2022）
元埼玉西武ライオンズ
アドニス・メディーナ（在籍年度2023）
ショーン・アンダーソン（在籍年度2023）
トーマス・パノーン（在籍年度2022、2023）
ウィル・クロウ（在籍年度2024）
エリック・ラウアー（在籍年度2024）
ソクラテス・ブリトー（在籍年度2022 - 2024）

### 在日韓国人・外国人コーチ
朱東植（在籍2002 - 2003）
日本名は宇田東植。元日本ハムファイターズ、阪神タイガース
池内豊（在籍2003 - 2005）
元南海ホークス、阪神タイガース、横浜大洋ホエールズ、阪急ブレーブス
山下千春（在籍2005 - 2007）
元オリックス・ブルーウェーブ、大阪近鉄バファローズトレーニングコーチ
神部年男（在籍2008 - 2009）
元近鉄バファローズ、ヤクルトスワローズ
杉本正（在籍2010）
元西武ライオンズ、中日ドラゴンズ、福岡ダイエーホークス
平野謙（在籍2011）
元中日ドラゴンズ、西武ライオンズ、千葉ロッテマリーンズ
高橋雅裕（在籍2011）
元横浜ベイスターズ、千葉ロッテマリーンズ
高橋三千丈（在籍2012）
元中日ドラゴンズ
松山秀明（在籍2012）
元オリックス・ブルーウェーブ
南谷和樹（在籍2012）
元埼玉西武ライオンズコンディショニングコーチ
花増幸二（在籍2013 - 2014）
元日本ハムファイターズ
金実（在籍2014）
日本名は田中実。元日本ハムファイターズ
長谷部裕（在籍2014）
元中日ドラゴンズ
正田耕三（在籍2017 - 2019）
元広島東洋カープ
アンソニー・レルー（在籍2019 - 2021）
元福岡ソフトバンクホークス